# Самойленко, Матрёна Андреевна
Матрёна Андреевна Самойленко (4 октября 1912, Россошанский уезд, Воронежская губерния, Российская империя — 12 августа 1995, Бийский район, Алтайский край, Россия) — доярка совхоза «Лесной» Бийского района Алтайского края. Герой Социалистического Труда (1966).

## Биография
Родилась в 1912 году в крестьянской семье в одном из сельских населённых пунктов Россошанского уезда. Окончила местную сельскую школу. Трудилась рядовой колхозницей в местном колхозе. После начала Великой Отечественной войны эвакуировалась в Алтайский край, где трудилась дояркой в совхозе «Бийский» (с 1959 года — «Лесной») Бийского района, директором которого с 1958 года был Герой Социалистического Труда Всеволод Александрович Четыркин.
На протяжении двух десятилетий ежегодно добивалась высоких трудовых результатов по надою молока. Указом Президиума Верховного Совета СССР «О присвоении звания Героя Социалистического Труда передовикам животноводства Казахской ССР» от 22 марта 1966 года удостоена звания Героя Социалистического Труда за «достигнутые успехи в развитии животноводства, увеличении производства и заготовок мяса, молока, яиц, шерсти и другой продукции» с вручением ордена Ленина и золотой медали «Серп и Молот».
Проработала в совхозе более 27 лет. В 1968 году вышла на пенсию и переехала на жительство в Ленинабадскую область, Таджикская ССР. Дата смерти не установлена.